# Thysanomitrion richardii
Thysanomitrion richardii là một loài rêu trong họ Dicranaceae. Loài này được Brid. Schwägr. mô tả khoa học đầu tiên năm 1823.